# Slag bij Camerinum
De Slag bij Camerinum in 298 v.Chr. was de eerste veldslag in de Derde Samnitische Oorlog. In het gevecht versloegen de Samnieten de Romeinen, die werden geleid door Lucius Cornelius Scipio Barbatus.
Gevochten tussen twee Romeinse legioenen onder Lucius Scipio, en de Samnieten onder Gellius Equatius , geholpen door een leger van Galliërs. Scipio, die gestationeerd was nabij Camerinum om de pas te bewaken waardoor de Galliërs naar verwachting de Apennijnen zouden oversteken, was niet in staat de samensmelting van de twee legers te voorkomen en werd totaal verslagen, waarbij een van zijn legioenen in stukken werd gehakt.

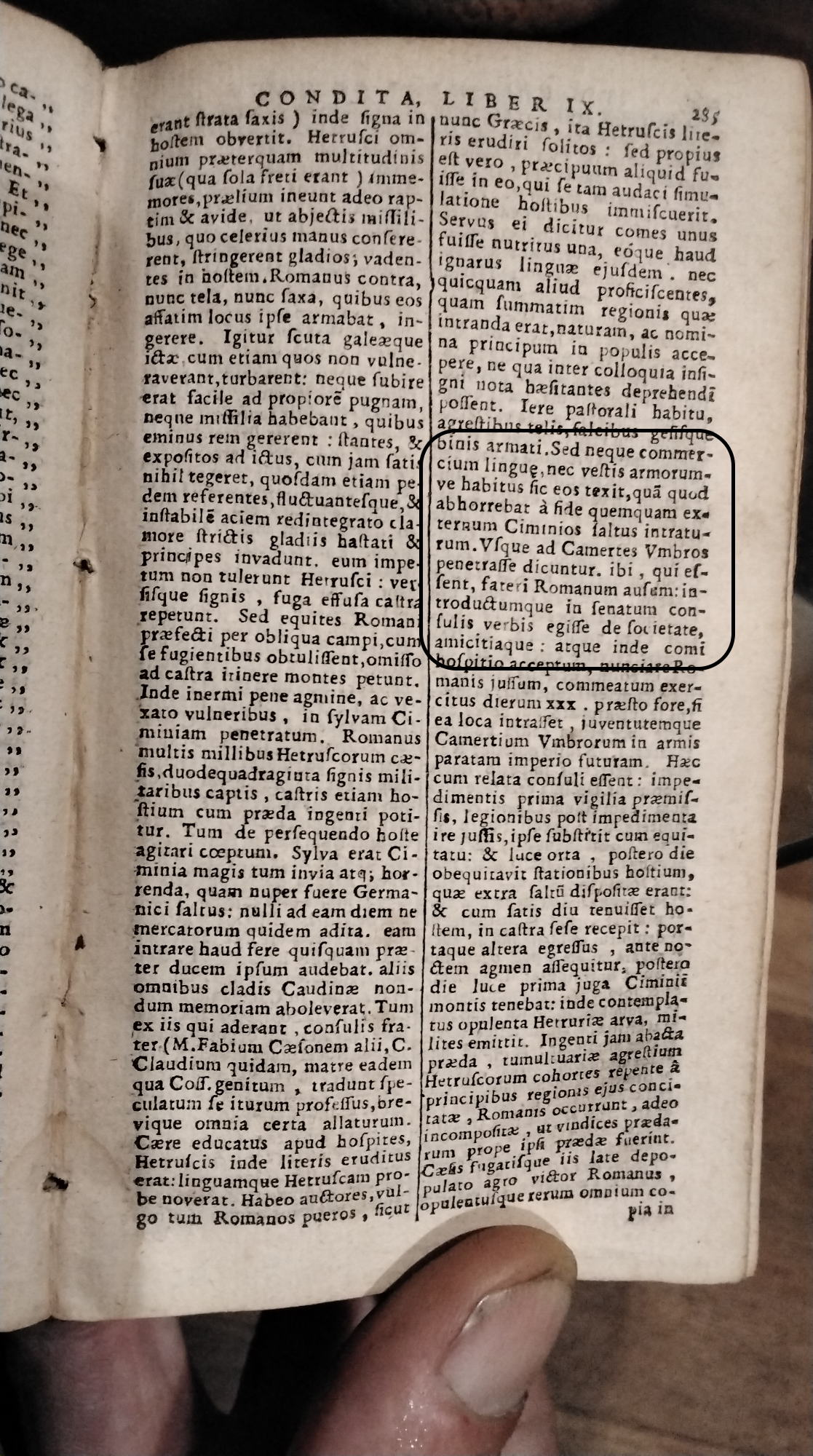
Ab urbe condita

 Historisch bewijs voor het bestaan van het klassieke Camerinum vindt men bij Titus Livius, 
Ab Urbe Condita 9.36
"..Maar noch hun vertrouwdheid met de taal, noch de mode van hun kleding, noch hun werktuigen boden hun zoveel bescherming als de onmogelijkheid om te geloven dat een vreemdeling het Ciminische woud zou betreden. Er wordt gezegd dat ze tot aan Camerinum in Umbrië doordrongen, en bij hun aankomst daar waagde de Romein het te zeggen wie ze waren. Hij werd in de senaat geïntroduceerd, en, handelend in naam van de consul, sloot hij een vriendschapsverdrag met hen.."
Ab Urbe Condita werd echter 10 jaar na Christus geschreven. De slag bij Camerinum werd eerder gedocumenteerd door Polybios uit Megalopolis. Polybios leefde van 200 v.Chr tot 117 v. Chr. 
Historíai 2.19.5-6
"Vier jaar later sloten de Galliërs een verbond met de Samnieten. Door de Romeinen in het gebied van Camerinum aan te vallen, brachten ze hun aanzienlijke verliezen toe. Ondertussen, vastbesloten om hun nederlaag te wreken, rukten de Romeinen een paar dagen later opnieuw op met al hun legioenen en vielen de Galliërs en Samnieten in het gebied van Sentinum aan, doodden het grootste deel van hen met het zwaard en dwongen de rest om overhaast op de vlucht te slaan, ieder naar zijn eigen huis."
Oorlogen van de Romeinse Republiek
· Romeins-Etruskische Oorlogen
· Romeins-Aequische Oorlogen
· Latijnse Oorlog
· Romeins-Hernicische Oorlogen
· Romeins-Volscische Oorlogen
· Samnitische oorlogen (Eerste, Tweede, Derde)
· Pyrrhische Oorlog
· Punische oorlogen (Eerste, Tweede, Derde)
· Illyrische Oorlogen (Eerste, Tweede, Derde)
· Macedonische Oorlogen (Eerste, Tweede, Derde, Vierde)
· Romeins-Seleucidische Oorlog
· Aetolische Oorlog
· Galatische Oorlog
· Romeinse Verovering van Hispania (Eerste Celtiberische Oorlog, Lusitanische Oorlog, Numantische Oorlog, Sertorische Oorlog, Cantabrische Oorlogen)
· Achaeïsche Oorlog
· Oorlog tegen Jugurtha
· Cimbrische Oorlog
· Servilische Oorlogen (Eerste, Tweede, Derde)
· Bondgenotenoorlog
· Sulla's Burgeroorlogen (Eerste, Tweede)
· Mithridatische oorlogen (Eerste, Tweede, Derde)
· Gallische Oorlog
· Romeinse expedities naar Britannia
· Burgeroorlog tussen Pompeius en Caesar
· Einde van de Republiek (Slag bij Mutina, Burgeroorlog tegen Brutus en Cassius, Siciliaanse Opstand, Perusiaanse Oorlog, Burgeroorlog tussen Antonius en Octavianus)
Oorlogen van het Romeinse Keizerrijk
· Germaanse Oorlogen (Teutoburgerwoud, Marcomannenoorlog, Alemannische Oorlogen, Gotische Oorlog, Visigotische Oorlogen)
· Romeinse verovering van Britannia
· Boudicca
· Armenische Oorlog
· Vierkeizerjaar
· Joodse Oorlog
· Romeins-Parthische Oorlog
· Romeins-Perzische oorlogen
· Burgeroorlogen van de derde eeuw
. Gotische oorlog (376-382)
. Gotische opstand van Alarik I
. Gildonische opstand
. Gotische oorlog (402-403)
. Pictische oorlog van Stilicho
. Oorlog van Heraclianus
. Oorlog van Radegaisus
. Rijnoversteek
. Romeinse Burgeroorlog 427-429
· Val van het West-Romeinse Rijk